# Ninfeo di Nerone
Il Ninfeo di Nerone era un grande ninfeo scenografico che Nerone fece edificare addossato alla parete nord-orientale del podio del tempio del Divo Claudio sul Celio nel corso dell'edificazione della Domus Aurea. Il ninfeo poteva essere visto dall'ala del palazzo sull'Esquilino.

## Storia

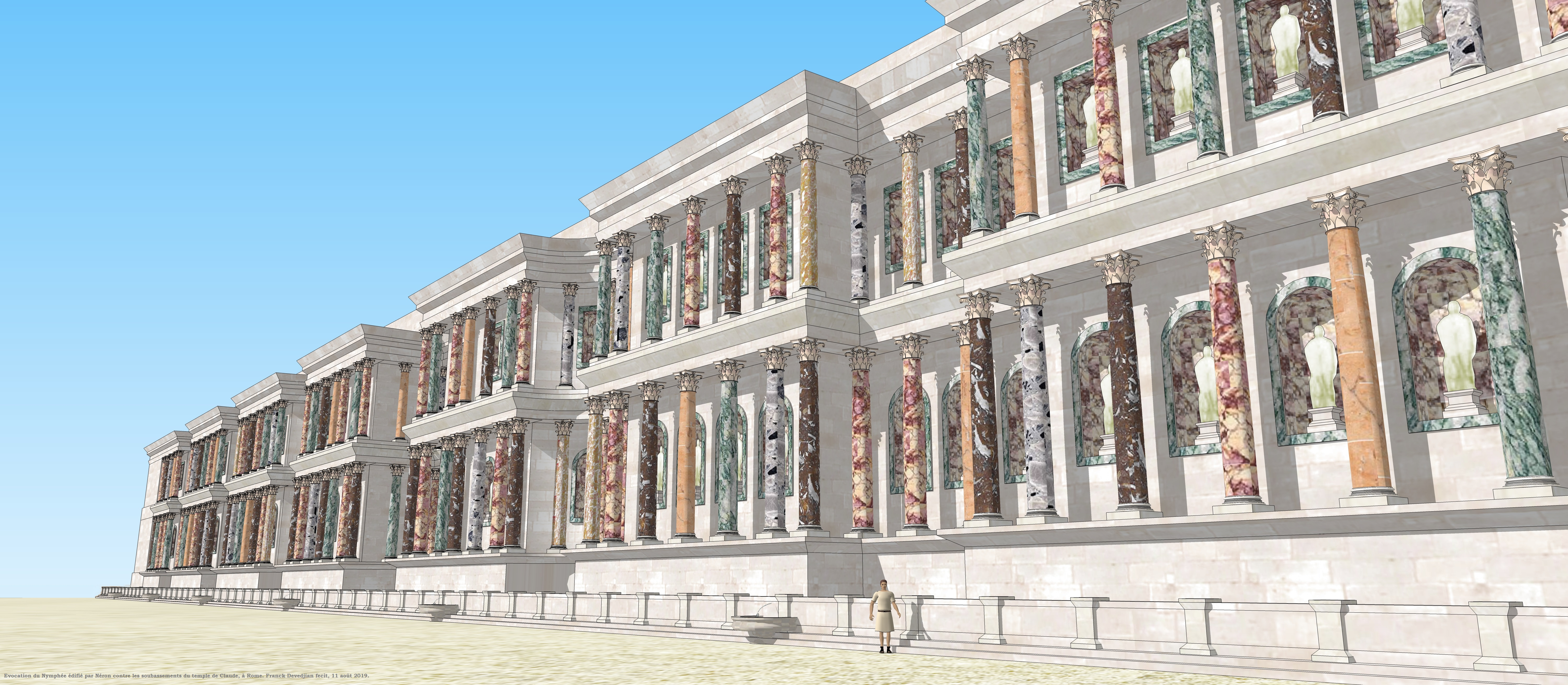
Ricostruzione della facciata del ninfeo

La costruzione del ninfeo avvenne dopo l'incendio del 64 d.C., quando l'imperatore avviò i lavori di costruzione della sua nuova villa urbana, la Domus Aurea (64-68 d.C.).
Dopo la morte di Nerone, le opere di costruzione della Domus Aurea si fermarono e parti del palazzo furono demolite. Non è chiaro se il Ninfeo sia mai stato completato, ma quello che è oggi visibile è quanto è stato risparmiato dalla ripresa dei lavori di costruzione del tempio del Divo Claudio.
Già al termine del I secolo d.C., davanti al Ninfeo era sorto un gran numero di edifici e fu realizzata una scala che dava accesso alla parte superiore della collina.
Durante la costruzione della moderna Via Claudia, nel 1880 furono rinvenuti i ruderi del Ninfeo.

## Descrizione

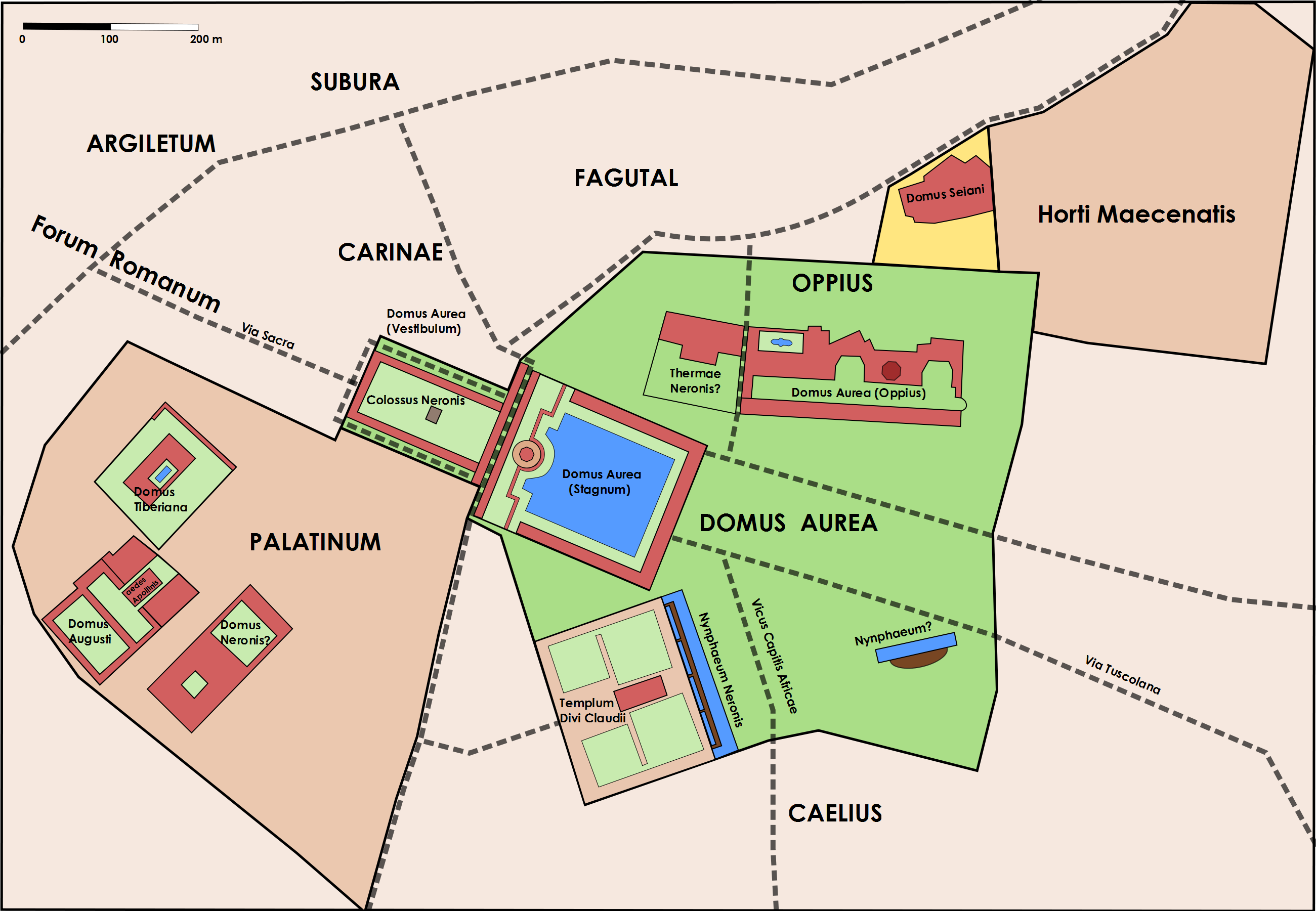
Pianta generale della Domus Aurea neroniana: il Ninfeo si trova sul margine destro del Celio

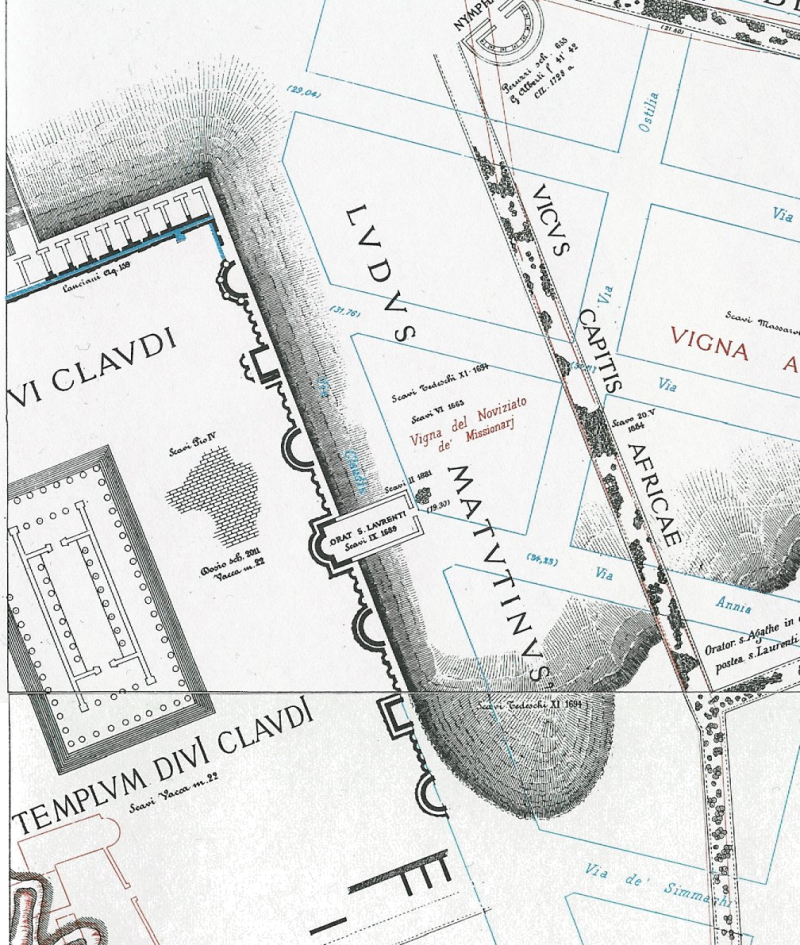
Planimetria del ninfeo di Nerone, da Rodolfo Lanciani, Forma Urbis Romae, Milano (1893-1901), tavole XXX e XXXVI

Il Ninfeo di Nerone era lungo 167 metri e alto 11 metri. Era costruito in calcestruzzo e rivestito di marmo. Per tutta la lunghezza, il Ninfeo era decorato con colonne, nicchie e numerose fontane, alimentate con l'acqua proveniente dall'Arcus Neroniani, una diramazione lunga 2 km dell'Aqua Claudia fatta realizzare da Nerone stesso.
Il ninfeo doveva essere simile alla fontana che Nerone aveva nella sua sala da pranzo nel palazzo sul Palatino, composta cioè da un complesso schema di colonne e caratterizzata da marmi colorati. Il Ninfeo però era 12 volte maggiore rispetto alla fontana.
Del ninfeo si conserva solo il nucleo di calcestruzzo, composto da sette nicchie alternativamente semicircolari e quadrate, delle quali la centrale - quadrata - è più ampia e presenta un'abside, mentre tutto il rivestimento marmoreo è stato rimosso.
La nicchia absidata fu in seguito inclusa nell'oratorio di San Lorenzo e affrescata.

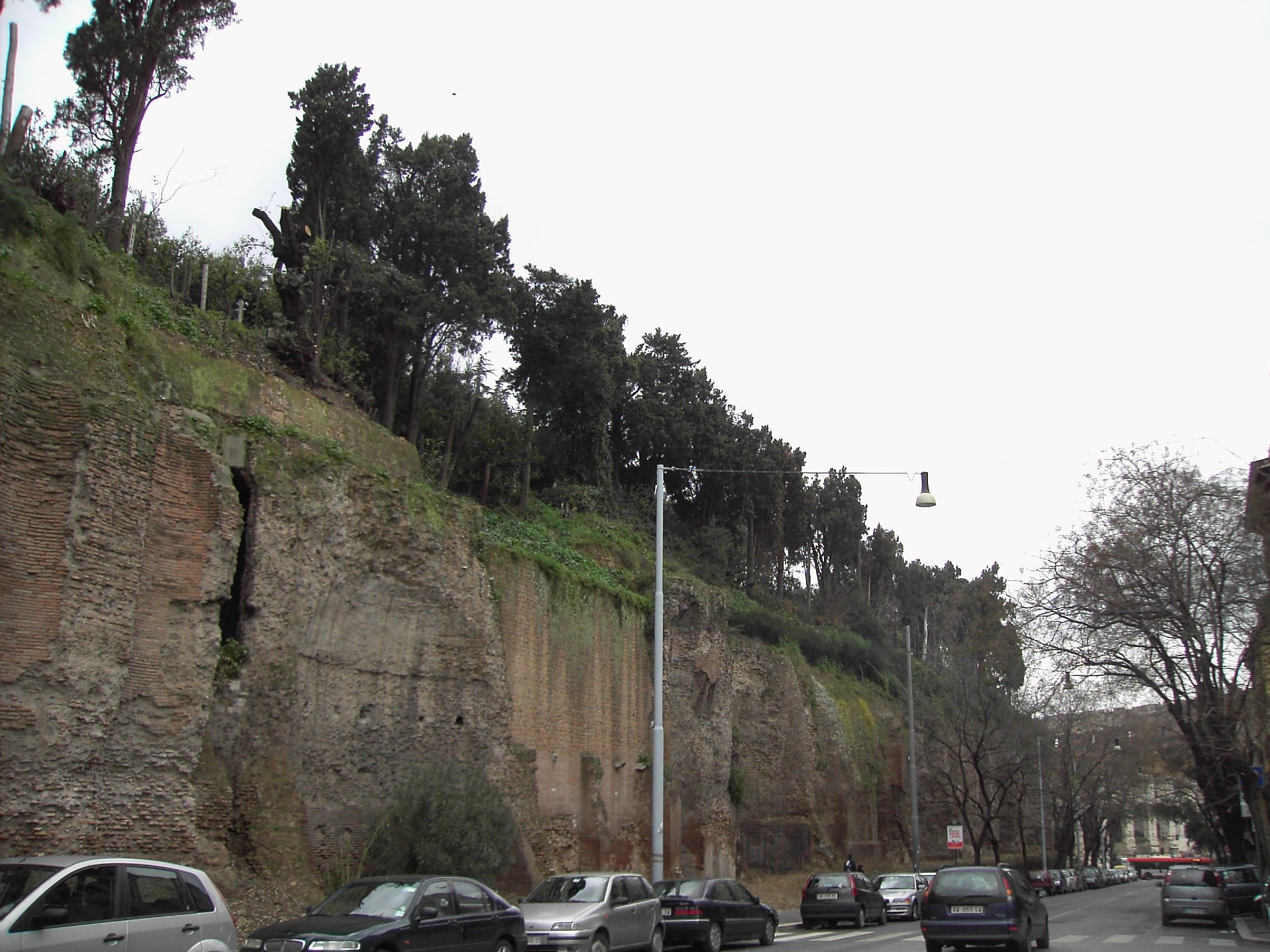
Vista dei ruderi del ninfeo da sud, lungo la via Claudia